# グランド・ブダペスト・ホテル
『グランド・ブダペスト・ホテル』（原題: The Grand Budapest Hotel）は、2014年のドイツ・アメリカ合作のドラメディ（コメディ・ドラマ）映画。とある高級ホテルのカリスマ的コンシェルジュである初老の男と若いベルボーイの交友を描いた作品である。監督・脚本はウェス・アンダーソン、主演はレイフ・ファインズが務めた。第64回ベルリン国際映画祭審査員グランプリや、第87回アカデミー賞の4部門などを受賞している。ゴールデングローブ賞 映画部門 作品賞 (ミュージカル・コメディ部門)も受賞した。
ヨーロッパ大陸の東端にあるという仮想の国ズブロフカ共和国が物語の舞台であり、歴史的なトピックスがパロディとして登場する。また、時間軸は1932年と1968年、1985年の3つであり(これに冒頭及び最後の「現在」を加えると4つ)、1.37:1、1.85:1、2.35:1の3種類のアスペクト比を使い分けることで入れ子構造を表現している。
本作品は、アンダーソンが脚本を書くに当たって影響を受けた「シュテファン・ツヴァイクの著作」に献辞が捧げられている。

## あらすじ
本作は架空の中欧の国ズブロフカ共和国を舞台とする。
劇中冒頭、現代。ズブロフカのオールド・ルッツ墓地に眠るある国民的作家の墓の前で、女性が彼の著作『グランド・ブダペスト・ホテル』を読み始める。次に1985年に生前の彼が、この作品は1968年8月に、ズブロフカ国内のアルプス麓の町ネベルスバートにある、かつて栄華を誇るも今は寂れた「グランド・ブダペスト・ホテル」に滞在中に聞いた話が元であると解説する。そして、その1968年に若き作家が、ホテルのオーナーで移民から国一番の富豪となったゼロ・ムスタファとの出会いが描かれ、そのゼロから聞いた話として、以下、小説の基になったホテルボーイ（ロビーボーイ）時代のゼロと、その上司で初代コンシェルジュであったグスタヴ・Hの物語が展開される。
1932年、移民で無一文の少年ゼロはグランド・ブダペスト・ホテルのボーイとして働き始める。このホテルはヨーロッパ各国から富裕層や貴族が集まる名門ホテルだが所有者は不明であり、ホテルの顔で、カリスマを持つ初老のコンシェルジュのグスタヴによって仕切られていた。ゼロはグスタヴに気に入られ、彼の下で仕事を学んでいく。また菓子職人のアガサと出会い、付き合うようになる。
ある日、大富豪でホテルの常連客である高齢の伯爵夫人マダム・Dが、強い不安があるためルッツにある自邸まで一緒に帰って欲しいとグスタヴに頼み込む。結局、これを断ったグスタヴであったが、約1ヶ月後の1932年10月19日、新聞記事に彼女の死亡記事が載っているのを見つける。グスタヴはゼロを伴い、急ぎ彼女の屋敷であるルッツ城へと列車で向かう。戦争が間近で鉄道は軍の検問が敷かれており、市民権がないゼロは捕まりそうになる。グスタヴが抗議したところ、駆けつけた現場責任者のヘンケルスが彼と面識があり、臨時通行証を発行してもらい事なきを得る。ルッツ城ではマダムの息子ドミトリーを筆頭に莫大な遺産目当てに親族が集まっている。遺言執行人の弁護士コヴァックスは相続の手続きには時間が掛かると説明した上で、その大半はドミトリーら息子・娘たちに相続されるものの、故人の希望により、大変な価値がある絵画「少年と林檎」はグスタヴに遺贈されると説明する。これにドミトリーは怒り、彼の側近ジョプリングはグスタヴを殴りつける。
夜、グスタヴはドミトリーに先んじて「少年と林檎」を持ち去ることを決め、マダムの執事セルジュの協力を得る。その際、セルジュは密かに謎の書簡を絵画の包みに忍ばせる。帰りの列車の中、グスタヴは協力の見返りとしてゼロに報酬を渡すことを決め、その際に軽い気持ちでもし自分が死んだ場合はゼロに遺産をすべて遺贈するという契約書（遺言書）を作成する（この時点でグスタヴに財産はほぼない）。
ホテルに帰りつき、グスタヴが金庫に絵画をしまった直後、警察の訪問を受ける。実はマダムの死は殺人であり、グスタヴは殺人容疑で逮捕され、第19犯罪者拘留所に収容される。すべては遺産を独り占めにしたいドミトリーの陰謀であり、彼はジョプリングを使ってコヴァックスら自身に不都合な関係者を次々に殺害していく。セルジュは失踪し、無実を証明する者がいなくなったグスタヴは、囚人仲間らと脱獄を計画する。所外のゼロやアガサの手助けもあって脱獄を果たしたグスタフは、ホテル・コンシェルジュのネットワーク「鍵の秘密結社」を使ってゼロと共に逃亡生活を送りつつ、セルジュの行方を探して山上の修道院へと向かう。一方、セルジュの姉がセルジュ
に送った電報によってそれぞれジョプリングとヘンケルスにも向かう場所がバレてしまう。
修道院でグスタヴはセルジュと再会し、彼からマダムが殺された場合に有効になる秘密の遺言書が存在することを明かされる。直後にセルジュはジョプリングに殺されて遺言書の場所や内容は不明のままとなり、グスタヴらは逃げたジョプリングの後を追う。返り討ちになりそうになるもゼロがジョプリングを崖から突き落とし、窮地を脱する。ヘンケルスも駆けつけ、もはや手がないグスタヴは、ホテルの「少年と林檎」を回収して、それを売った金でマルタへ亡命しようとする。
絵画を回収するためホテルへ帰ってきたグスタヴ、ゼロ、アガサの3人であったが、ホテルは占領軍に接収されていた。アガサが「少年と林檎」を金庫から回収しようとするが運悪くドミトリーが現れ、絵画を持ち運ぼうとする彼女に気づく。グスタヴらもホテル内に潜入してドミトリーとの攻防戦が始まり、最終的には全員が駆けつけたヘンケルスに逮捕される。その際に絵画の包みの中にマダムの遺言書があることが判明する。遺言書には、マダムが殺された場合に限り、その莫大な財産のすべてをグスタヴに遺贈するとあり、その莫大な遺産の中には、オーナーが不明であったグランド・ブダペスト・ホテルも含まれていた。マダム殺しを含めた悪事が露見したドミトリーは失踪する。そしてグスタヴ立ち合いの下、ゼロとアガサは結婚式を挙げ、物語は大団円を迎える。
しかし、平穏は長続きせず、戦争が始まる。グスタヴはゼロ夫婦を連れて列車でルッツに向かおうとするも、軍の検問を受ける。しかし、臨時通行証は無視され、抗議したグスタヴは銃殺刑に処されてしまう。さらにプロイセン風邪の流行により、アガサと息子も間もなく死亡する。残されたゼロは、かつて作った遺言書によってグスタヴの財産を相続し、国一番の富豪となったのだが、戦後、ズブロフカは共産国家となったために、その大半は1968年までに国有化されてしまっていた。国と交渉して唯一手元に残せたのが、この寂れたグランド・ブダペスト・ホテルであった。
ホテルを手元に残した動機について、作家はゼロにグスタヴのためかと問うが、彼はこれを否定し、亡きアガサとの思い出のためだと答える。そして「グスタヴ・スイート」という名の小さな使用人部屋へと帰っていく。

## キャスト
※括弧内は日本語吹替
- ムッシュ・グスタヴ・H - レイフ・ファインズ[5][6]（木下浩之）
- ゼロ - トニー・レヴォロリ[6]（佐藤せつじ）
- ミスター・ムスタファ - F・マーリー・エイブラハム[6][7]（岩崎ひろし）
- セルジュ・X - マチュー・アマルリック[6]（藤原貴弘）
- ドミトリー - エイドリアン・ブロディ[6][7]（浜田賢二）
- ジョプリング - ウィレム・デフォー[6][7]（竹本和正）
- コヴァックス - ジェフ・ゴールドブラム[6][7]（外谷勝由）
- ルートヴィヒ - ハーヴェイ・カイテル[6][7]（竹本和正）
- 若き日の作家 - ジュード・ロウ[6][7]（浜田賢二）
- ムッシュ・アイヴァン - ビル・マーレイ[6][7]（外谷勝由）
- ヘンケルス - エドワード・ノートン[6][7]（星野健一）
- アガサ - シアーシャ・ローナン[6][8]（三浦綾乃）
- ムッシュ・ジャン - ジェイソン・シュワルツマン[6][7]
- クロチルド - レア・セドゥ[6][9]（三浦綾乃）
- マダム・D - ティルダ・スウィントン[6][7]（よのひかり）
- 作家 - トム・ウィルキンソン[6][10]
- ムッシュ・チャック - オーウェン・ウィルソン[6][7]
- ムッシュ・マーティン - ボブ・バラバン[10]

その他の声の吹き替え
松島昭浩、野川雅史、タナカサキコ

## 製作
本作の主要撮影はベルリンとドイツ・チェコ・ポーランド国境沿いのゲルリッツにおいて、2013年1月より開始された。終了したのは同年3月である。また、ゴールドブラム、ウィルソン、デフォー、ノートンの4人が写ったセット写真がネットに出回った。映画の製作にあたりウェス・アンダーソンはシュテファン・ツヴァイクに影響を受けており、映画内で謝辞が述べられている。冒頭の作家の語りかけから始まるシーンは、ツヴァイクの物語形式が引用されている。多くの登場人物がドイツ人の名を持ち（英語のセリフに、時折ダンケなどの言葉も混ざる）、中欧的風景の中で第２次世界大戦を連想させる中で物語は進むが、あくまで架空の国と現代史とされ、ナチスやドイツ軍の意匠も巧みに避けられている。

## 公開
2013年10月16日、本作が北米市場において、2014年3月7日に封切られることが発表された。また、2013年11月には、本作が第64回ベルリン国際映画祭のオープニング作品として上映されることが発表された。
2014年2月28日にフランスで公開され、過去のウェス・アンダーソン作品の倍以上のオープニング興行収入を記録、1館当たりのアベレージ興行収入でもその週の1位となった。3月7日に公開されたイギリス、ドイツ、ベルギーでもウェス・アンダーソン作品史上最高のオープニング興収を記録。アメリカでは1館当たり20万ドルの興行収入を記録し、実写映画オープニング興行収入アベレージの新記録を樹立した。
日本では2014年6月6日にTOHOシネマズシャンテ、新宿シネマカリテ他全国100スクリーンで公開が開始された。20歳代から50歳代まで幅広い年齢層の支持を受け、都市部を中心に満席の回が続出した。6日・7日の二日間で2万8,582人を動員し、興行収入はウェス・アンダーソン作品では歴代ナンバーワンの3,875万3,820円を記録して初登場10位にランクインした。
製作費約2,670万ドルに対し、全世界での興行収入は1億7480万ドルとなっている（北米約5,910万ドル、その他の地域1億1550万ドル）。

## 評価
本作は批評家から高く評価されている。映画批評集積サイトのRotten Tomatoesには、258件のレビューがあり、批評家支持率は92％、平均点は10点満点で8.5点となっている。サイト側による批評家の意見の要約は「いつものように粋ながら、見かけによらず思索的。本作によって、ウェス・アンダーソンは奥深い感情の世界を探求するためにもう一度華麗な映像を用いたことがわかる」となっている。また、Metacriticには、48件のレビューがあり、加重平均値は88/100となっている。
映画監督のエドガー・ライトは本作を2014年トップ10映画に選出している。
英国映画協会が発行する「サイト&サウンド」誌が選ぶ2014年の映画トップ20では第6位、米ローリング・ストーン誌が選ぶ2014年の映画ベスト10で第7位を、アメリカのエンターテインメント誌「Entertainment Weekly」が選ぶ2014年の映画トップ10では、第3位を、アメリカ・「タイム」が選ぶベスト10では第1位を獲得している。

### 受賞
| 発表年 | 賞                                                            | 部門                                                     | 結果       |
| ------ | ------------------------------------------------------------- | -------------------------------------------------------- | ---------- |
| 2014   | 第64回ベルリン国際映画祭                                      | 審査員グランプリ                                         | 受賞       |
| 2014   | 第59回ダヴィッド・ディ・ドナテッロ賞                          | 外国語映画賞                                             | 受賞       |
| 2014   | 第80回ニューヨーク映画批評家協会賞                            | 脚本賞                                                   | 受賞       |
| 2014   | 第24回ゴッサム・インディペンデント映画賞                      | 作品賞                                                   | ノミネート |
| 2014   | 第40回ロサンゼルス映画批評家協会賞                            | 脚本賞                                                   | 受賞       |
| 2014   | 第40回ロサンゼルス映画批評家協会賞                            | 美術賞                                                   | 受賞       |
| 2014   | 第40回ロサンゼルス映画批評家協会賞                            | 監督賞                                                   | 次点       |
| 2014   | 第40回ロサンゼルス映画批評家協会賞                            | 編集賞                                                   | 次点       |
| 2014   | 第13回サンフランシスコ映画批評家協会賞                        | 美術賞                                                   | 受賞       |
| 2014   | 第13回サンフランシスコ映画批評家協会賞                        | オリジナル脚本賞                                         | ノミネート |
| 2014   | 第13回サンフランシスコ映画批評家協会賞                        | 撮影賞                                                   | ノミネート |
| 2014   | 第18回トロント映画批評家協会賞                                | 脚本賞                                                   | 受賞       |
| 2014   | 第18回トロント映画批評家協会賞                                | 作品賞                                                   | 次点       |
| 2014   | 第18回トロント映画批評家協会賞                                | 監督賞                                                   | 次点       |
| 2014   | 第18回トロント映画批評家協会賞                                | 主演男優賞                                               | 次点       |
| 2014   | 第27回シカゴ映画批評家協会賞                                  | 作品賞                                                   | ノミネート |
| 2014   | 第27回シカゴ映画批評家協会賞                                  | 監督賞                                                   | ノミネート |
| 2014   | 第27回シカゴ映画批評家協会賞                                  | 脚本賞                                                   | 受賞       |
| 2014   | 第27回シカゴ映画批評家協会賞                                  | 美術賞                                                   | 受賞       |
| 2014   | 第27回シカゴ映画批評家協会賞                                  | 撮影賞                                                   | 受賞       |
| 2014   | 第27回シカゴ映画批評家協会賞                                  | 編集賞                                                   | ノミネート |
| 2014   | 第27回シカゴ映画批評家協会賞                                  | 作曲賞                                                   | ノミネート |
| 2014   | 第27回シカゴ映画批評家協会賞                                  | 有望俳優賞                                               | ノミネート |
| 2015   | 第20回クリティクス・チョイス・アワード                        | コメディ映画賞                                           | 受賞       |
| 2015   | 第20回クリティクス・チョイス・アワード                        | 美術賞                                                   | 受賞       |
| 2015   | 第20回クリティクス・チョイス・アワード                        | 衣装デザイン賞                                           | 受賞       |
| 2015   | 第72回ゴールデングローブ賞                                    | 作品賞 (ミュージカル・コメディ部門)                      | 受賞       |
| 2015   | 第72回ゴールデングローブ賞                                    | 監督賞                                                   | ノミネート |
| 2015   | 第72回ゴールデングローブ賞                                    | 主演男優賞（ミュージカル・コメディ部門）                 | ノミネート |
| 2015   | 第72回ゴールデングローブ賞                                    | 脚本賞                                                   | ノミネート |
| 2015   | 第19回美術監督組合(ADG)賞                                     | 時代映画部門                                             | 受賞       |
| 2015   | アメリカ映画編集者協会 エディ賞                               | 最優秀作品賞（コメディー・ミュージカル映画部門）         | 受賞       |
| 2015   | 第68回英国アカデミー賞                                        | 作品賞                                                   | ノミネート |
| 2015   | 第68回英国アカデミー賞                                        | 監督賞                                                   | ノミネート |
| 2015   | 第68回英国アカデミー賞                                        | 主演男優賞                                               | ノミネート |
| 2015   | 第68回英国アカデミー賞                                        | 脚本賞                                                   | 受賞       |
| 2015   | 第68回英国アカデミー賞                                        | 撮影賞                                                   | ノミネート |
| 2015   | 第68回英国アカデミー賞                                        | 編集賞                                                   | ノミネート |
| 2015   | 第68回英国アカデミー賞                                        | 衣装デザイン賞                                           | 受賞       |
| 2015   | 第68回英国アカデミー賞                                        | プロダクションデザイン賞                                 | 受賞       |
| 2015   | 第68回英国アカデミー賞                                        | メイキャップ＆ヘアスタイリング賞                         | 受賞       |
| 2015   | 第68回英国アカデミー賞                                        | 作曲賞                                                   | 受賞       |
| 2015   | 第68回英国アカデミー賞                                        | 音響賞                                                   | ノミネート |
| 2015   | 米脚本家組合賞（WAG賞）                                       | オリジナル脚本賞                                         | 受賞       |
| 2015   | メイクアップ・アーティスト＆ヘア・スタイリスト組合賞（MUAHS） | メイクアップ賞（時代もの/キャラクター）                  | 受賞       |
| 2015   | メイクアップ・アーティスト＆ヘア・スタイリスト組合賞（MUAHS） | ヘアスタイリング賞（時代もの/キャラクター）              | 受賞       |
| 2015   | 第19回サテライト賞                                            | 作品賞                                                   | ノミネート |
| 2015   | 第19回サテライト賞                                            | 美術賞                                                   | 受賞       |
| 2015   | 第19回サテライト賞                                            | 衣装デザイン賞                                           | 受賞       |
| 2015   | 第17回コスチューム・デザイナーズ組合賞                        | 最優秀賞（時代劇映画）                                   | 受賞       |
| 2015   | 第87回アカデミー賞                                            | 作品賞                                                   | ノミネート |
| 2015   | 第87回アカデミー賞                                            | 監督賞                                                   | ノミネート |
| 2015   | 第87回アカデミー賞                                            | 脚本賞                                                   | ノミネート |
| 2015   | 第87回アカデミー賞                                            | 撮影賞                                                   | ノミネート |
| 2015   | 第87回アカデミー賞                                            | 編集賞                                                   | ノミネート |
| 2015   | 第87回アカデミー賞                                            | 美術賞                                                   | 受賞       |
| 2015   | 第87回アカデミー賞                                            | 衣装デザイン賞                                           | 受賞       |
| 2015   | 第87回アカデミー賞                                            | メイキャップ＆ヘアスタイリング賞                         | 受賞       |
| 2015   | 第87回アカデミー賞                                            | 作曲賞                                                   | 受賞       |
| 2015   | 第2回全米ロケーション・マネージャー組合（LMGA）賞             | 時代映画部門                                             | 受賞       |
| 2015   | 第57回グラミー賞                                              | 最優秀スコア・サウンドトラック（ビジュアルメディア向け） | 受賞       |